# Rudolf Hess
Rudolf Walter Richard Hess (Heß; Alessandria d'Egitto, 26 aprile 1894 – Berlino Ovest, 17 agosto 1987) è stato un politico e generale tedesco.
La sua carriera lo ha portato a diventare un uomo tra i più influenti del Terzo Reich e del Partito Nazionalsocialista Tedesco dei Lavoratori.

## Biografia

### I primi anni
Nacque in Egitto, ad Alessandria, da una famiglia benestante che si trovava in Africa per motivi di lavoro. Il padre Fritz, bavarese, luterano praticante, era un ricco esportatore di vini, sua madre era Clara Hess (nata Münch). Tornò in Germania con la famiglia nel 1908, a 14 anni. Espresse interesse per l'astronomia, ma il padre lo convinse a seguire studi economici ad Amburgo e in Svizzera.
Partecipò da volontario alla prima guerra mondiale: si arruolò inizialmente nel reggimento List, tra i più aggressivi e tenaci dell'intero conflitto, in cui combatteva anche il caporale di origine austriaca Adolf Hitler, partecipò alla prima battaglia di Ypres e alla battaglia di Verdun. Poi - fino alla fine della guerra - prestò servizio nell’aeronautica, come pilota da caccia nella Squadriglia Bavarese 34, dove fu promosso al grado di tenente.
Nell'autunno del 1919 Hess si iscrisse all'Università di Monaco, dove studiò storia ed economia. Il suo professore di geopolitica fu Karl Haushofer, un teorico del concetto di Lebensraum ("spazio vitale"). Fu Hess a presentare Haushofer a Hitler, il quale fece del Lebensraum una colonna portante del pensiero nazionalsocialista.
Fu Adolf Hitler che convinse Hess a entrare in politica, nel 1920, anno in cui abbandonò l'Università di Monaco, dove stava per laurearsi in filosofia. Il 20 dicembre 1927 Hess sposò la ventisettenne Ilse Pröhl (22 giugno 1900 – 7 settembre 1995) di Hannover. La coppia ebbe un figlio, Wolf Rüdiger Hess (18 novembre 1937 – 24 ottobre 2001).

### Vice di Hitler
Hess partecipò al putsch di Monaco nel 1923. La rivolta fallì ed egli fuggì in Austria, salvo poi ritornare in Germania alla notizia che Hitler era stato arrestato. Fu condannato a diciotto mesi di detenzione. In carcere, Hess aiutò il futuro Führer a scrivere il Mein Kampf (La mia battaglia), opera che diventò il testo sacro del nazismo. Da quel momento egli divenne uno dei più stretti collaboratori di Hitler, tanto da esserne considerato il successore alla guida del partito. Nel 1933 Hitler lo nominò suo vice, Reichsleiter, dandogli ampi poteri sia all'interno del partito sia nel governo da poco costituito.
Sei anni dopo, Rudolf Hess fu nominato ufficialmente numero tre del partito, dopo Hitler e Göring. Tuttavia Hess non fu mai uomo d'apparato: relegato sempre a occasioni di pura facciata, per la sua posizione di "moderato" venne escluso dalle riunioni di partito, in cui venivano deliberate decisioni importanti e spietate (come lo sterminio delle SA nella Notte dei lunghi coltelli, le persecuzioni antisemite nella Notte dei cristalli e l'entrata in guerra della Germania), alle quali invece non mancò mai il suo segretario particolare, l'ambizioso Martin Bormann. Non si oppose all'invasione della Polonia, che fu poi la causa dello scoppio della seconda guerra mondiale.

### Il misterioso volo in Scozia

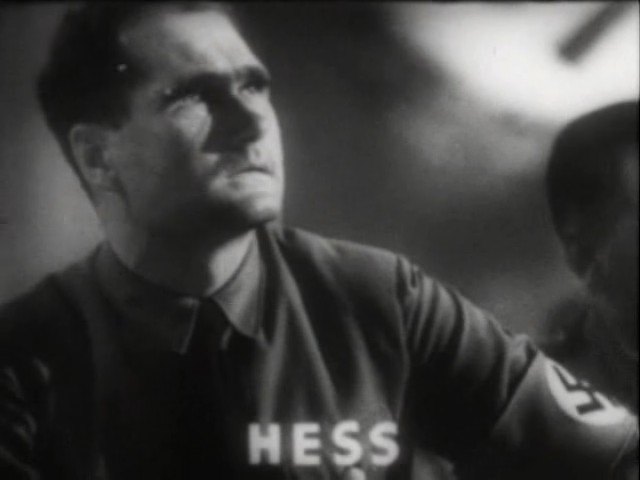
Dal film di propaganda statunitense Preludio alla guerra (1942) della serie Why We Fight (che in realtà riprende scene del film-documentario Il trionfo della volontà del 1935)

Il 10 maggio 1941 Hess decollò da Augusta a bordo di un Messerschmitt Bf 110 modificato con due serbatoi di carburante aggiuntivi, diretto in Scozia, per raggiungere il castello del duca di Hamilton (considerato un fautore del dialogo con il Terzo Reich) nel Lanarkshire. Qui si paracadutò. Fu consegnato all'esercito britannico, che provvide al suo internamento. La versione ufficiale britannica vide in Hess un uomo in crisi, con disturbi mentali, sconvolto dagli orrori della guerra, messo da parte dal regime, intenzionato a proporre, tramite il duca e all'insaputa del dittatore, un utopistico piano di pace ai britannici – considerati fratelli d'origine – basato sulla spartizione del potere a livello mondiale.

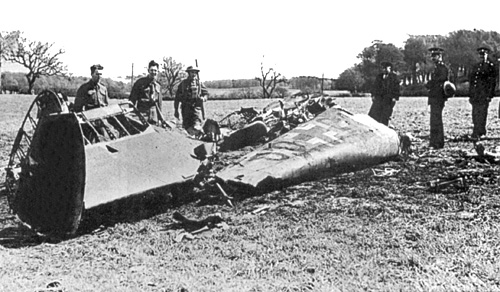
I resti del Messerschmitt Bf 110 di Hess

Hitler, parlando alla radio subito dopo il viaggio di Hess, lo definì "un pazzo": esattamente quanto Hess gli aveva chiesto di dire, in caso di fallimento della missione, nella sua ultima lettera. I motivi di quel viaggio non sono mai stati chiariti e la misteriosa vicenda della missione di Hess nel Regno Unito è stata interpretata in vario modo. Una prima interpretazione, suffragata da documentazione ufficiale sia britannica sia tedesca, e dalla stessa deposizione del protagonista, vede la missione come un'iniziativa individuale di Hess, che nell'ottica del dittatore nazista si configurava come un atto di grave insubordinazione, se non di alto tradimento.
Un'altra interpretazione, che si colloca nel filone del revisionismo storico, vede questa missione avvenuta con il consenso (se non con l'ordine) di Hitler. Le proposte di Hitler sarebbero state giudicate inaccettabili o l'interlocutore inaffidabile (dopo la conferenza di Monaco) dal governo di Londra e, a questo punto, vi sarebbe stata una coincidenza di interessi tra gli opposti belligeranti per far apparire il volo di Hess come un'iniziativa individuale. Lo stesso Hess, al termine della guerra, avrebbe avuto interesse a presentare il suo volo come un'iniziativa individuale, al fine di alleggerire la propria posizione processuale, presentandosi come un insubordinato invece che come un emissario di Hitler. Nessun documento ufficiale avvalora questa tesi.

### Processo, detenzione e morte
Al Processo di Norimberga nel 1946 Hess, imputato in quattro capi d'accusa, fu considerato colpevole di "cospirazione per commettere crimini contro la pace" e di "aver pianificato, iniziato e intrapreso delle guerre d'aggressione". Fu condannato all'ergastolo. Per l'esecuzione della pena fu rinchiuso nel carcere di Spandau, a Berlino Ovest. Numerose furono in seguito le richieste di grazia - soprattutto dopo che Hess era rimasto l'unico detenuto del carcere dopo la liberazione degli altri nazisti condannati a pene detentive - rimaste sempre inascoltate per l'intransigenza dell'URSS e il mancato appoggio del Regno Unito.
Il 17 agosto 1987, a 93 anni, Hess fu trovato impiccato in prigione, ufficialmente morto suicida alla vigilia della sua probabile scarcerazione, dopo che Michail Gorbačëv aveva deciso di annullare il veto sovietico.
La sua famiglia sostenne che fosse stato assassinato dal Secret Intelligence Service per impedire che egli potesse rivelare verità scomode sulle condotte di guerra inglesi. Sul suo corpo fu trovata una nota lasciata per la famiglia, in cui ringraziava per tutto ciò che avevano fatto per lui, la quale però, secondo lo storico britannico Peter Padfield, era stata scritta durante una precedente ospedalizzazione nel 1969. Il suo avvocato Alfred Seidl sostenne che Hess fosse troppo vecchio e fragile per aver eseguito da solo tale azione.
Hess fu sepolto a Wunsiedel, in Baviera. Sulla sua lapide, sotto il suo nome, si leggevano le parole Ich hab's gewagt («Ho osato»), citazione di Ulrich von Hutten. Il 20 luglio 2011 la sua tomba fu smantellata e i suoi resti esumati, dopo che la chiesa evangelica proprietaria del terreno su cui sorgeva il sepolcro decise di non rinnovare il contratto di affitto del suolo alla nipote di Hess, poiché la tomba era diventata meta di pellegrinaggi da parte di esponenti dell'estrema destra tedesca. Gli eredi di Hess decisero di far cremare i resti e di disperderne le ceneri in mare. Nonostante la sua posizione di "moderato" e i suoi difficili rapporti con Hitler e il nazismo a partire dalla fine degli anni trenta, Hess è diventato un punto di riferimento per i circoli neonazisti tedeschi.

## Galleria d'immagini

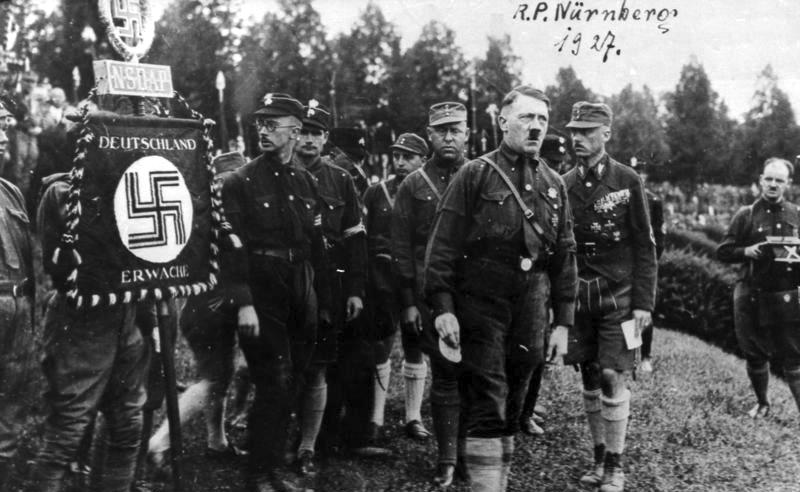
Nel 1927 con Hitler, Himmler, Pfeffer von Salomon e Gregor Strasser al raduno del Partito nazista (secondo da sinistra)
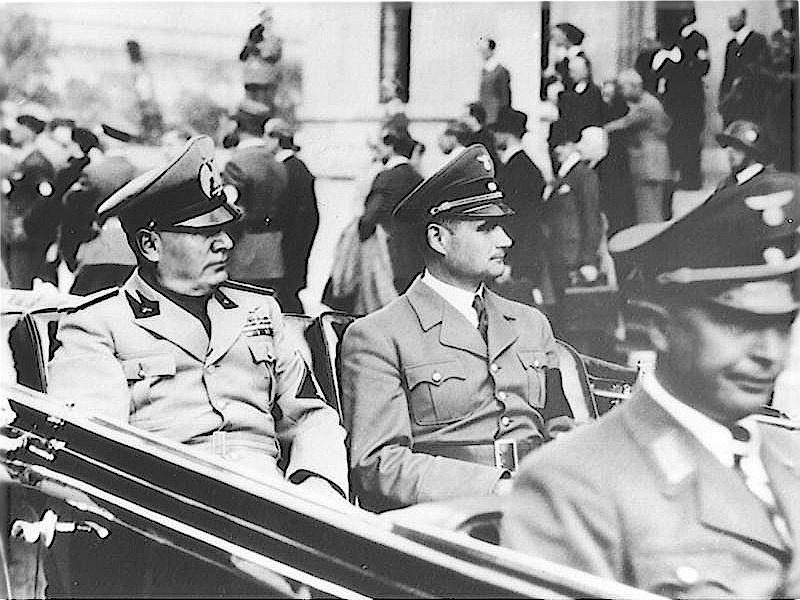
Con Mussolini nel 1938
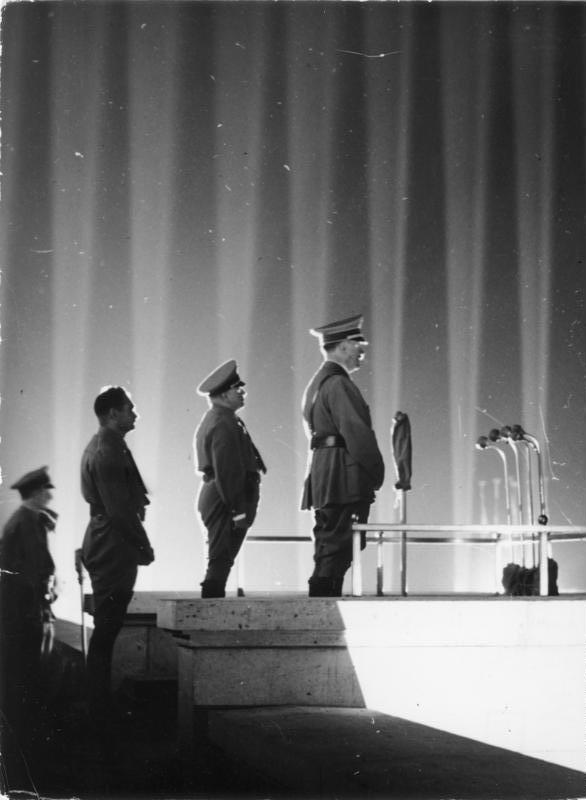
Con Hitler a Norimberga al raduno del NSDAP del 1936
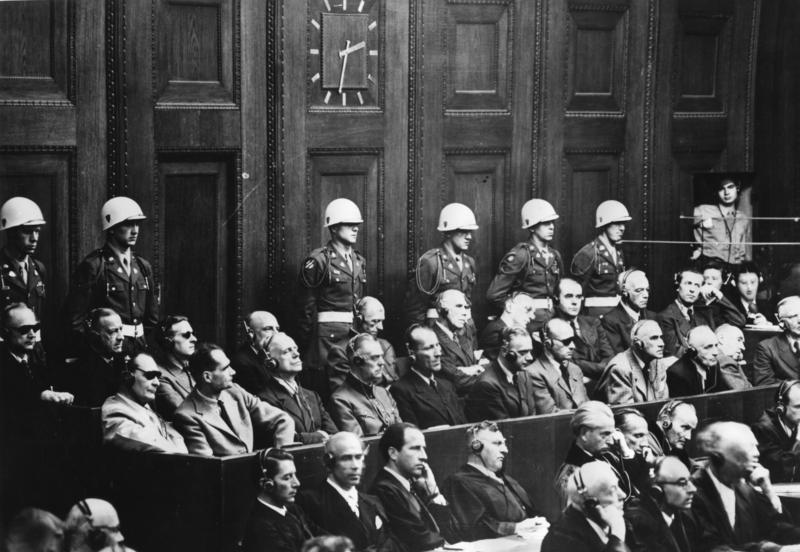
Al processo di Norimberga nel 1946